# Manjanady
 Manjanady  là một thị trấn thuộc huyện Dakshina Kannada, bang Karnataka, Ấn Độ.